# Elizabeth Betty Ryan
(Betty Ryan Tylko,)
Elizabeth (Betty) Ryan, precedentemente nota come Betty Ryan Tylko (...), è una programmatrice informatica e sviluppatrice di videogiochi statunitense, la prima donna a creare videogiochi per General Computer Corporation (GCC). Ha creato il gioco arcade Atari Quantum e ha lavorato a diversi home video Atari per Atari 2600, Atari 5200 e Atari 7800.

## Biografia
Ryan conseguì una laurea in ingegneria e scienze applicate presso l'Università di Harvard nella promozione del 1980. Dopo la laurea venne assunta da una società di consulenza gestionale, la Strategic Planning Associates, dove scrisse un software di analisi finanziaria che permise ai consulenti di simulare gli effetti dei cambiamenti aziendali sui profitti dei loro clienti. Quando la società si trasferì a Washington, dato che amava giocare nelle sale giochi, a Betty fu consigliato di rivolgersi alla General Computer Company (GCC), visto che l'azienda aveva la licenza per sviluppare videogiochi arcade e home video per Atari.

## Carriera
Ryan scrisse il codice software per il gioco arcade Atari Quantum, prodotto dalla General Computer Corporation (GCC) per Atari Inc. Fu il nono dipendente e la prima donna sviluppatrice di giochi presso l'azienda. Dopo Quantum, lavorò su altri giochi per Atari 2600, 5200 e Atari 7800, tra cui Pole Position, Dig dug, Atari Lab e la versione GCC di Millepede Atari 7800. Per chi desiderava entrare nel mondo dello sviluppo dei videogiochi, Ryan presentò il suo lavoro nell'ambito del programma di formazione che mirava all'apprendimento della storia dell'industria dei videogiochi, presso l'American Classic Arcade Museum (ACAM).
Dal 2003 lavora nel web design con suo figlio John Tylko.

## Quantum

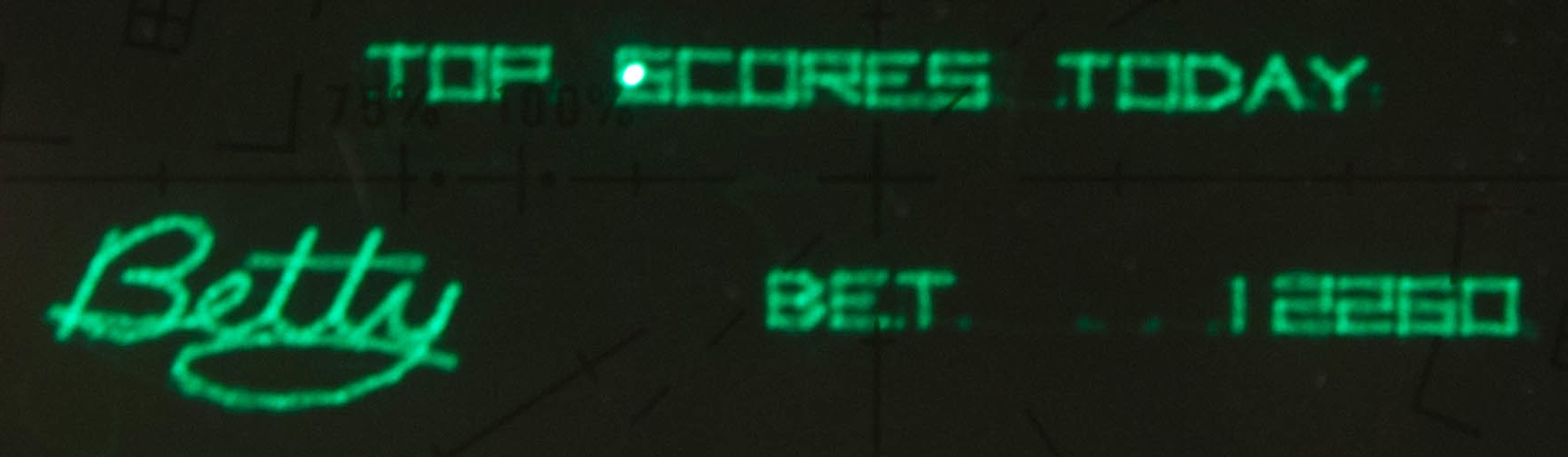
La firma di Betty sul tabellone dei punteggi di Quantum

Quantum è un gioco vettoriale arcade con una premessa liberamente basata sulla fisica quantistica. Una trackball viene utilizzata per circondare le particelle, che vengono poi distrutte. Se un giocatore batte il punteggio più alto, può usare la trackball per scrivere a mano il proprio nome.

## Giochi
- Quantum (1982)
- Pole Position (1982)
- Dig Dug (1983)
- AtariLab (1983)
- Milipede GCC Version (1983)[7]